# Denton (Texas)
Denton je město v americkém státě Texas, v okrese Denton, je zároveň hlavním městem okresu. Se svými 119 454 obyvateli je jedenácté největší město v megalopoli Dallas-Fort Worth. Nachází se 76 kilometrů jižně od hranice s Oklahomou a 79 kilometrů severovýchodně od Dallasu.
V Dentonu najdeme dvě státní univerzity – Univerzita Severního Texasu a Texaská ženská univerzita. Na obou univerzitách studuje přes 45 000 studentů a studentek, díky čemuž lze Denton označit prakticky za univerzitní město. Město je pojmenované po Texaském kapitánovi Johnu B. Dentonovi. Díky dvěma univerzitám město výrazně vyniklo nad městy v okolí, městská ekonomika prospívala díky školám a maloobchodu.
Město je proslavené svojí hudební scénou, v roce 2008 byl Denton v časopise Paste označen jako "nejlepší hudební scéna". Ve městě se konají dvě hlavní akce – Severotexaská státní výstava a rodeo a Dentonský festival jazzu a výtvarného umění, které každoročně přilákají až 300 000 návětěvníků. Při příležitosti obou slavností vystupují v Dentonu nejrůznější zpěváci a kapely z celé Ameriky. Podle časopisu Money se umístil na 58. místě v žebříčku "100 nejlepších míst pro život".

## Historie

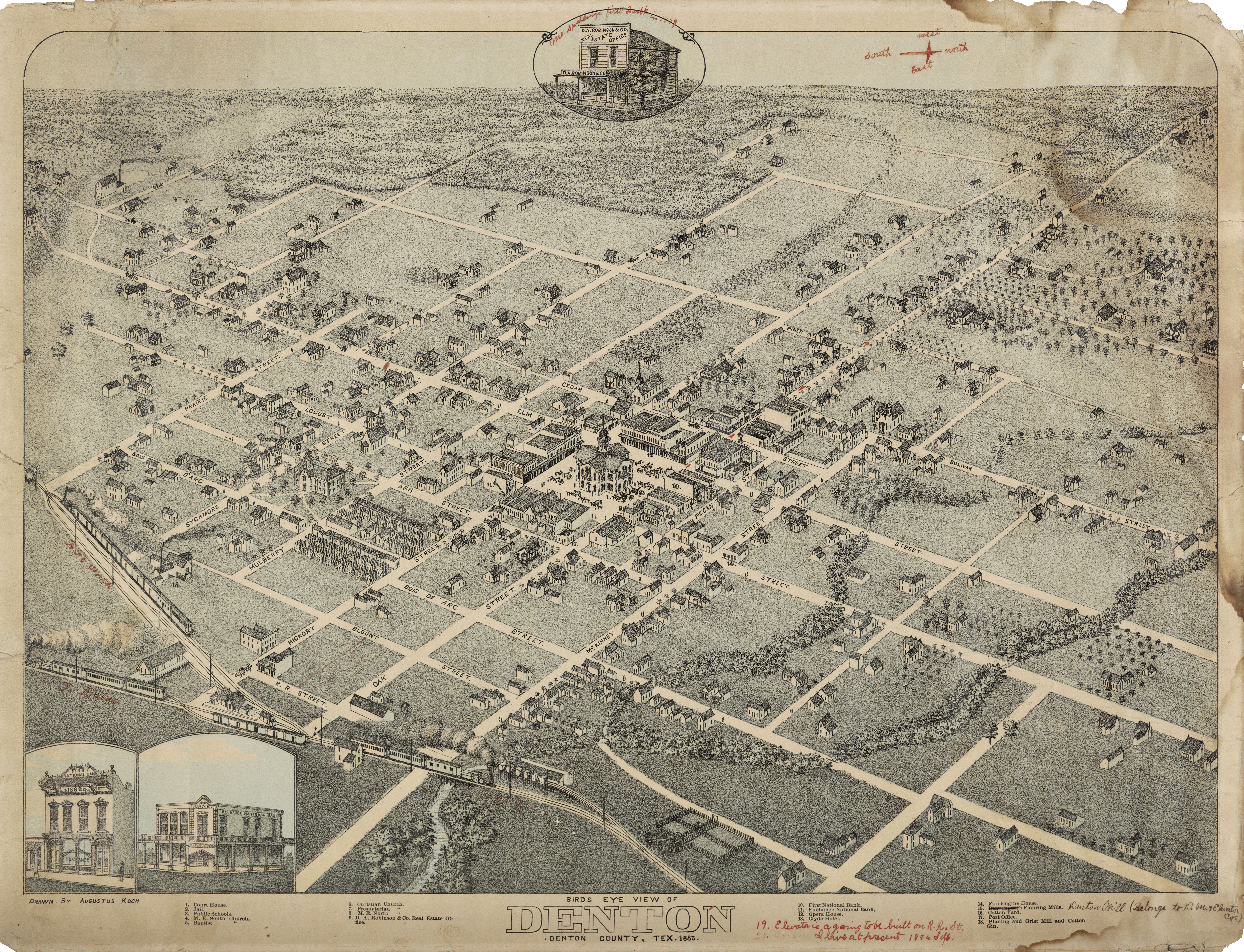
Mapa města z roku 1883

Historie města velmi souvisí se samotným Dentonským okresem, který byl ustanoven v roce 1846. Město Denton bylo založeno v roce 1857, na rozdíl od většiny měst v severním Texasu nebyla oblast Dentonu před rokem 1800 moc obydlena domorodými indiány. Evropané se do oblasti dostali v polovině 19. století, kdy William Peters získal od Texaského kongresu darem oblast, kterou pojmenoval Petersovou kolonií. Jako sídlo okresu bylo město ustanoveno v roce 1857, jak město tak okres jsou pojmenovány podle kapitána Johnu Dentonovi, který padl v bitvě s indiány kmene Keechi roku 1841. Definitivně se město spojilo v roce 1866, kdy do funkce nastoupil první starosta J. B. Sawyer.
Město se rychle rozrůstalo, stalo se velkým zemědělským producentem v USA. V roce 1881 byla zavedena železnice, díky níž se do města přistěhovali noví obyvatelé. Město však nadále zůstalo pouze u zemědělství, budování velkých průmyslových fabrik nezačalo.
Již po otevření první univerzity v roce 1890 se město stalo univerzitním městem, v roce 1903 pak navíc vznikla novější dívčí univerzita.

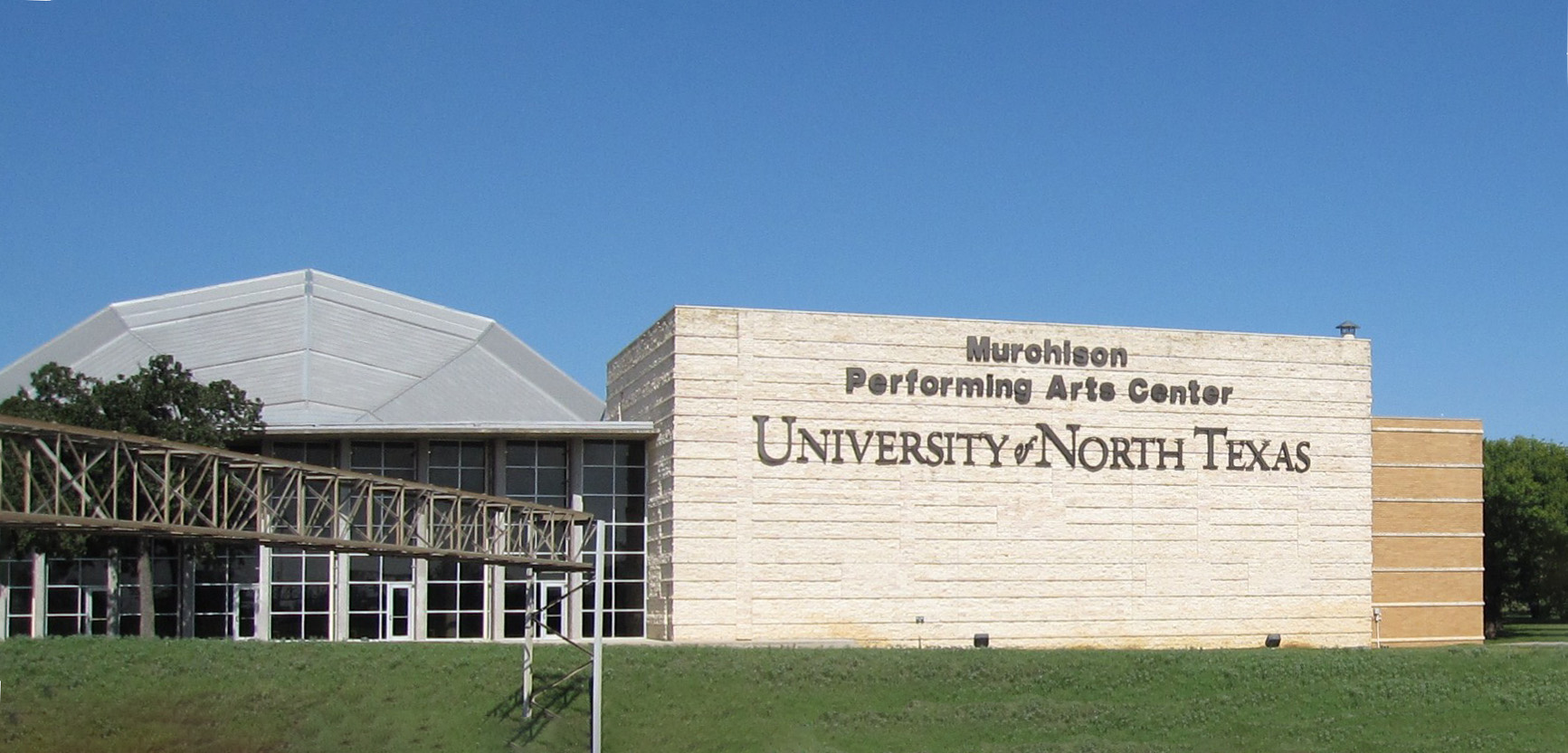
Největší a nejstarší Dentonská univerzita je Univerzita Severního Texasu

Díky nové mezistátní dálnici I-35 se městská populace zvýšila mezi lety 1960 a 1980 téměř o 22 000 obyvatel na 48 000. V 90. letech byly staré firmy spojeny pod velké koncerny, díky čemuž se znovu zrychlil rozvoj města, populace stoupla do roku 2000 na necelých 81 000.
Historickou centrum města tvoří okolí ulice Fry Street, která je lemována obchůdky, restauracemi a music bary. V květnu 2006 měla jistá realitní společnost z Houstonu přebudovat centrum a několik historických budov chtěla zničit. Projekt byl ale kvůli odporu místních pozastaven, obyvatelé viděli ve Fry Street historickou a kulturní vizitku města. Vypracován byl nový projekt, který byl městskou radou schválen vprostřed roku 2010.

## Geografie
Denton leží v severním cípu megalopole Dallas-Fort Worth na křížení dálnic I-35, 380, 377 a 77. Dálnice I-35 se tu rozdvojuje, východní část vede do Dallasu, západní do Fort Worth. Místní známé rybářské středisko u jezera Lewisville se nachází 24 km jižně.

### Klima
Místní podnebí je vlhké subtropické. Vyznačuje se teplými, vlhkými léty a mírnými zimami. V létě, kdy do oblasti foukají suché větry, dosahují teploty až 38 °C, průměrné letní teploty se pohybují okolo 34 °C, nejteplejší měsíc je červenec. Nejchladnější měsíc je leden, s průměrnou teplotou 0 °C, ročně v Dentonu napadne průměrně 6 cm sněhu. Denton leží v oblasti Aleje tornád, v jarních měsících jsou běžné bleskové záplavy ze silných bouří, nejvlhčí měsíc roku je květen. Nejvyšší teplota vůbec naměřená v Dentonu byla 45 °C, rekord je z roku 1954. Nejnižší teplota je -19 °C již z roku 1949.

## Demografie

### Populace
Se svými 119 474 obyvateli je město 11. největší v megalopoli Dallas-Fort Worth, 23. v Texasu a 207. v USA. Počet obyvatel stabilně stoupá, mezi lety 2006 a 2007 byl Denton 10. město nad 100 000 obyvatel s nejrychlejším růstem populace.
| Počet obyvatel | Rok  |
| -------------- | ---- |
| 21 345         | 1950 |
| 39 874         | 1970 |
| 66 270         | 1990 |
| 82 976         | 2000 |
| 103 220        | 2004 |
| 119 474        | 2008 |

Populace města je navíc velmi mladá, pouze 7,9% obyvatel je nad 65 let, 75,5% je mladší 45 let, nejvyšší podíl mají lidé mezi 25 – 44 lety. Průměrný věk je 27 let, ve městě žije více žen než mužů.

## Kultura
Náměstí před starou budovou soudu nabízí muzeum historie a kultury. Náměstí je lemováno množstvím ulic, lemovanými obchody, z nichž některé jsou v provozu již od 40. let.

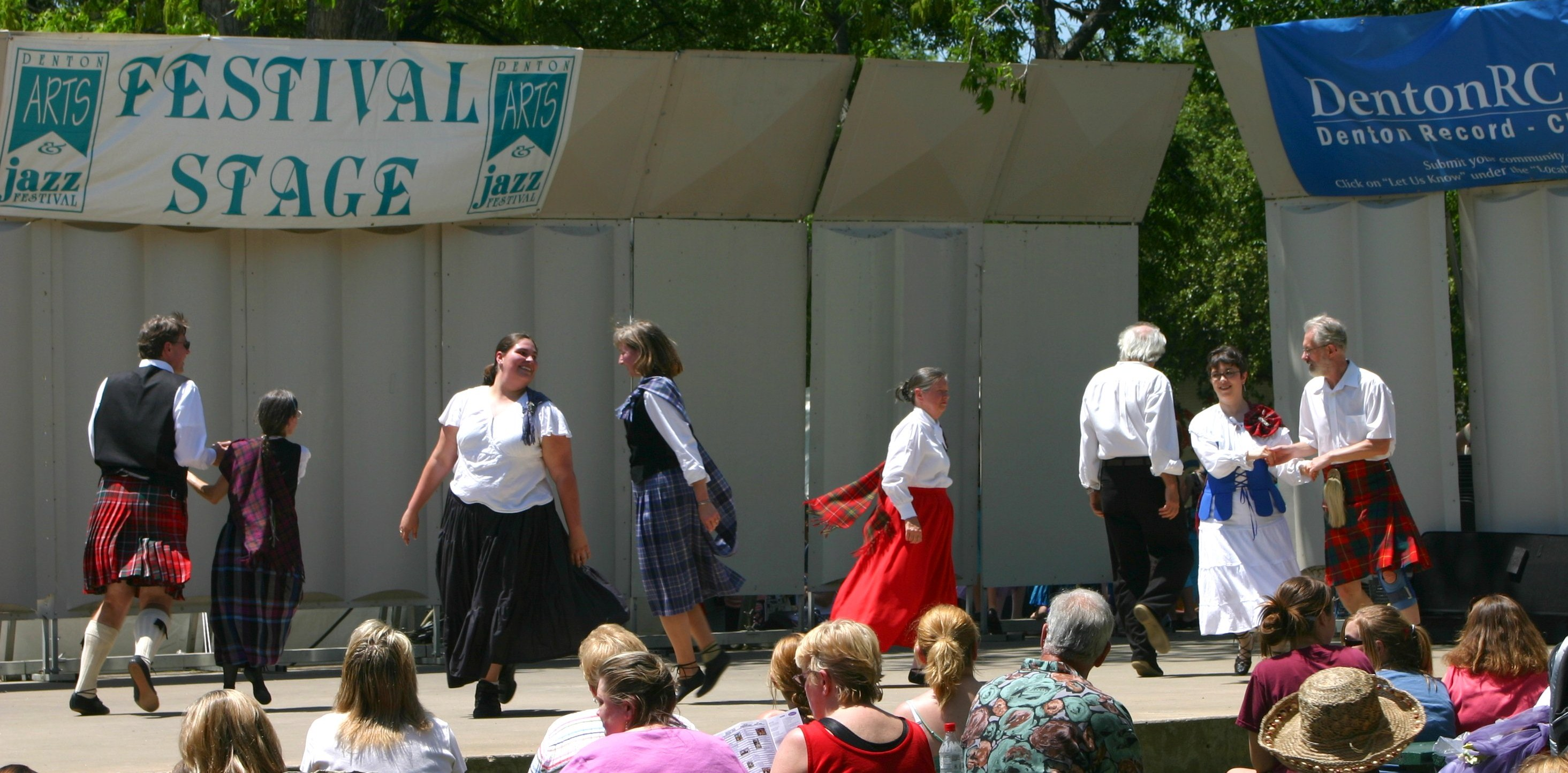
Na jazzovém festivalu vystupují nejrůznější taneční skupiny.

### Festivaly a akce
Na 200 000 lidí se ročně sjíždí do Dentonu na pravidelný festival umění a jazzové hudby, sponzorovaný městskými fondy. Jedná se o největší městskou slavnost, návštěvníky láká kromě živé hudby také spousta jídla a výstav umění. Na slavnosti hrají univerzitní jazzové skupiny po boku tří hlavních skupin – Tower of Power, Brave Combo a Arturo Sandoval.
Druhou velkou akcí je každoroční tradiční Rodeo festival, který propaguje kovbojský styl života, country-rock muziku a především býčí zápasy. Tyto slavnosti se konají každoročně již od roku 1928, navštíví je kolem 150 000 lidí.

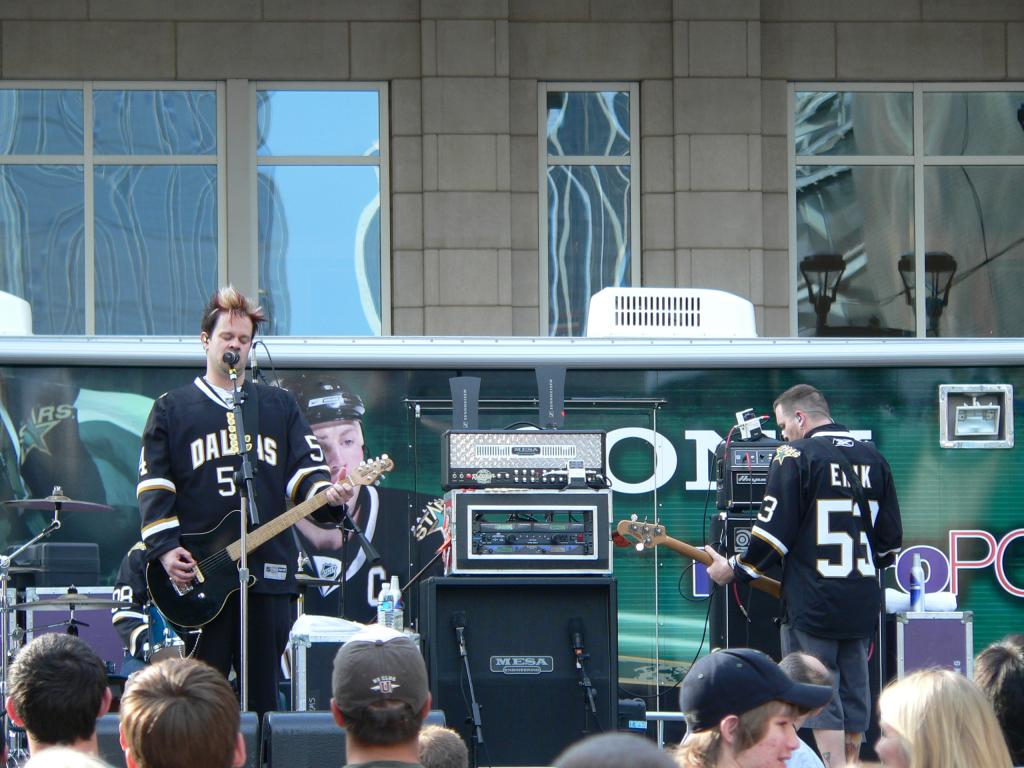
Z Dentonu pochází mnoho hudebních skupin, mezi nejznámější patří Bowling for Soup

### Hudba
Většina hudební kultury pochází z hudební koleje Univerzity Severního Texasu, která je známá po celých státech. Z Dentonu pochází mnoho hudebních skupin a individualistů, mezi nejznámější a nejpopulárnější patří především skupiny Midlake, Bowling for Soup a Eli Young Band, individualisty zastupují zpěváci Roy Orbison a Ray Peterson.